# Barry Diller
Barry Diller (San Francisco, California; 2 de febrero de 1942) es un empresario y ejecutivo de los medios de comunicación estadounidense, presidente y director ejecutivo sénior de IAC/InterActiveCorp y Expedia Group y fundador de Fox Broadcasting Company y USA Broadcasting.

## Vida y carrera
Nació y se crio en San Francisco (California), hijo de Reva (de soltera Addison) y Michael Diller. Comenzó su carrera a través de una conexión en la sala de correo de la William Morris Agency después de abandonar la UCLA tras un semestre. Fue contratado por ABC en 1964 y pronto se colocó a cargo de la negociación de los derechos de difusión de películas. Fue promovido a Vicepresidente de Desarrollo en 1965. En esta posición, Diller creó el llamado ABC Película de la Semana, pionero en el concepto de la película película hecha para televisión a través de una serie regular de películas de 90 minutos producidas exclusivamente para la televisión.

### Carrera en Paramount
Sirvió por diez años como presidente y consejero delegado de Paramount Pictures a partir de 1974. Con Diller a la cabeza, el estudio produjo grandes éxitos entre los programas de televisión como Laverne & Shirley (1976), Taxi (1978 ) o Cheers (1982), y películas que van desde Saturday Night Fever (1977), Grease (1978), La fuerza del cariño (1983) y Beverly Hills Cop (1984) hasta Raiders of the Lost Ark (1981) y su secuela Indiana Jones and the Temple of Doom (1984), entre otras.

### Carrera en Fox
De octubre de 1984 a abril de 1992, ocupó los cargos de Presidente y Oficial Jefe Ejecutivo de Fox, Inc, compañía matriz de Fox Broadcasting Company y 20th Century Fox, donde dio luz verde a éxitos como The Simpsons. Diller salió de 20th Century-Fox en 1992 y compró una participación de US $ 25 millones en la red de televenta QVC. Diller renunció a QVC en 1995.

### Radiodifusión en Estados Unidos
En 1997 adquirió los activos de Silver King Broadcasting, el colectivo de cadenas de televisión por aire por entonces propiedad de Bud Paxsons Home Shopping Network, así como el Home Shopping Network en sí mismo. Junto con esta adquisición, Diller también adquirió los derechos sobre el EE.UU. Red en el la familia Bronfman. Debido a la cesta de Inicio cada vez más notoriedad en las redes por cable de sus relaciones anteriores con la Red de QVC, Diller trató de cambiar la finalidad de las estaciones de transmisión en estaciones independientes, a nivel local de gestión como parte de un grupo de estaciones llamado EE.UU. Radiodifusión de los cuales la estación principal fue WAMI-TV en Miami Beach, FL. El objetivo de la red iba a ser el buque insignia, WAMI, producir programas de noticias y deportes, mientras que las pruebas generales de programación de interés para las otras estaciones en el grupo, de los cuales sería el interés general de programación de producción local de los otros participantes en el grupo. Debido a los altos costos involucrados con la producción y adquisición de talento para la muestra fuera de las zonas típicas de Nueva York y Los Ángeles, más se indican las calificaciones significativamente más bajas que reciba en Miami Beach, el resto de muestra se trasladó a Los Ángeles para recuperar la tracción, pero nunca lo hizo. Diller finalmente vendió los activos de televisión a Univision, tras rechazar una oferta de The Walt Disney Company. La red de EE.UU y sus activos fueron vendidos después a Vivendi.

### Internet
Diller, conservado el patrimonio de la Home Shopping Network y los activos de Internet posteriores adquirió más adelante para reforzar el HSN en línea estable que luego se convirtió en IAC/InterActiveCorp. IAC InterActiveCorp se concentra en medios: es la casa matriz de Vimeo y The Daily Beast.
Diller compró Expedia en 2001. A medida que la gente se acostumbraba a comprar sus pasajes en línea, Diller adquirió otros sitios de reservas en línea, tales como Orbitz, Travelocity, Hotels.com, Hotwire.com y Trivago.
En 2005 Barry Diller, a través de su empresa, IAC/InterActiveCorp, anunció la adquisición en acciones de Ask Jeeves, el quinto buscador del ranking en Estados Unidos. La compra se cerró por $1.850 millones de dólares.

## Vida personal
En 2001 se casó con la diseñadora de moda Diane von Fürstenberg y es padre de Alexander von Furstenberg y Tatiana von Furstenberg. En política se declara demócrata de toda la vida y es defensor de causas progresistas. Su patrimonio neto se estima en 4900 millones de dólares.
A través de la fundación que tiene junto a su esposa, financiaron la construcción del parque Little Island (Pequeña Isla), un parque público flotante sobre el río Hudson en Nueva York de 260 millones de dólares inaugurado en 2021.